# Општина Бахна (Њамц)
Бахна (рум. Bahna) општина је у Румунији у округу Њамц.
Oпштина се налази на надморској висини од 272 m.